# Fusto (architettura)
Il fusto è la parte più importante degli elementi portanti degli ordini architettonici: il fusto, insieme al soprastante capitello e alla sottostante base (mancante tuttavia nell'ordine dorico), compone la colonna (a forma cilindrica), oppure il pilastro (a forma parallelepipeda o prismatica), o ancora la semicolonna, o la lesena o parasta, negli ordini addossati a parete.

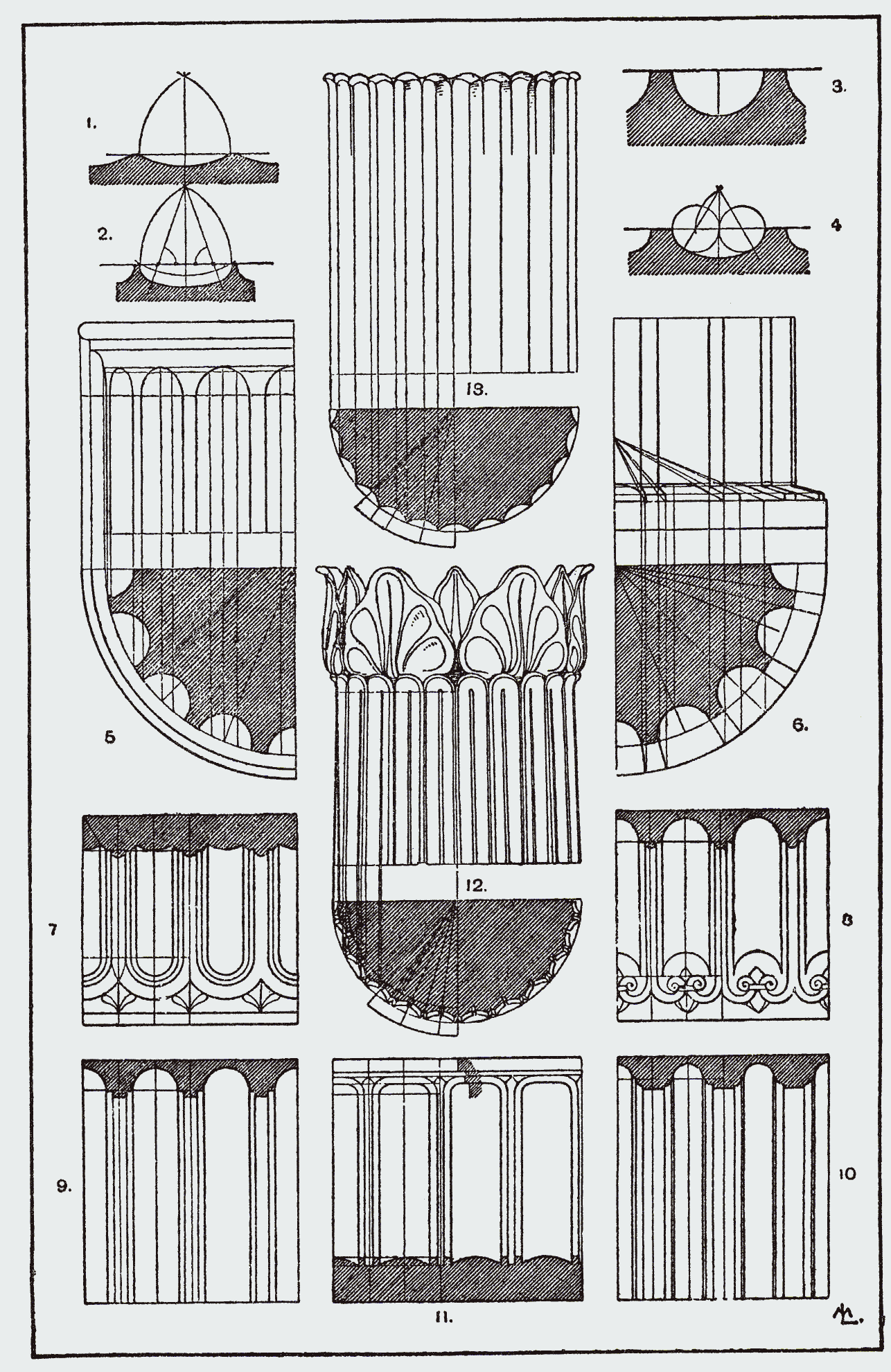
Modelli di scanalature per i fusti di colonna (da Franz Sales Meyer, A Handbook of Ornament, 1898).

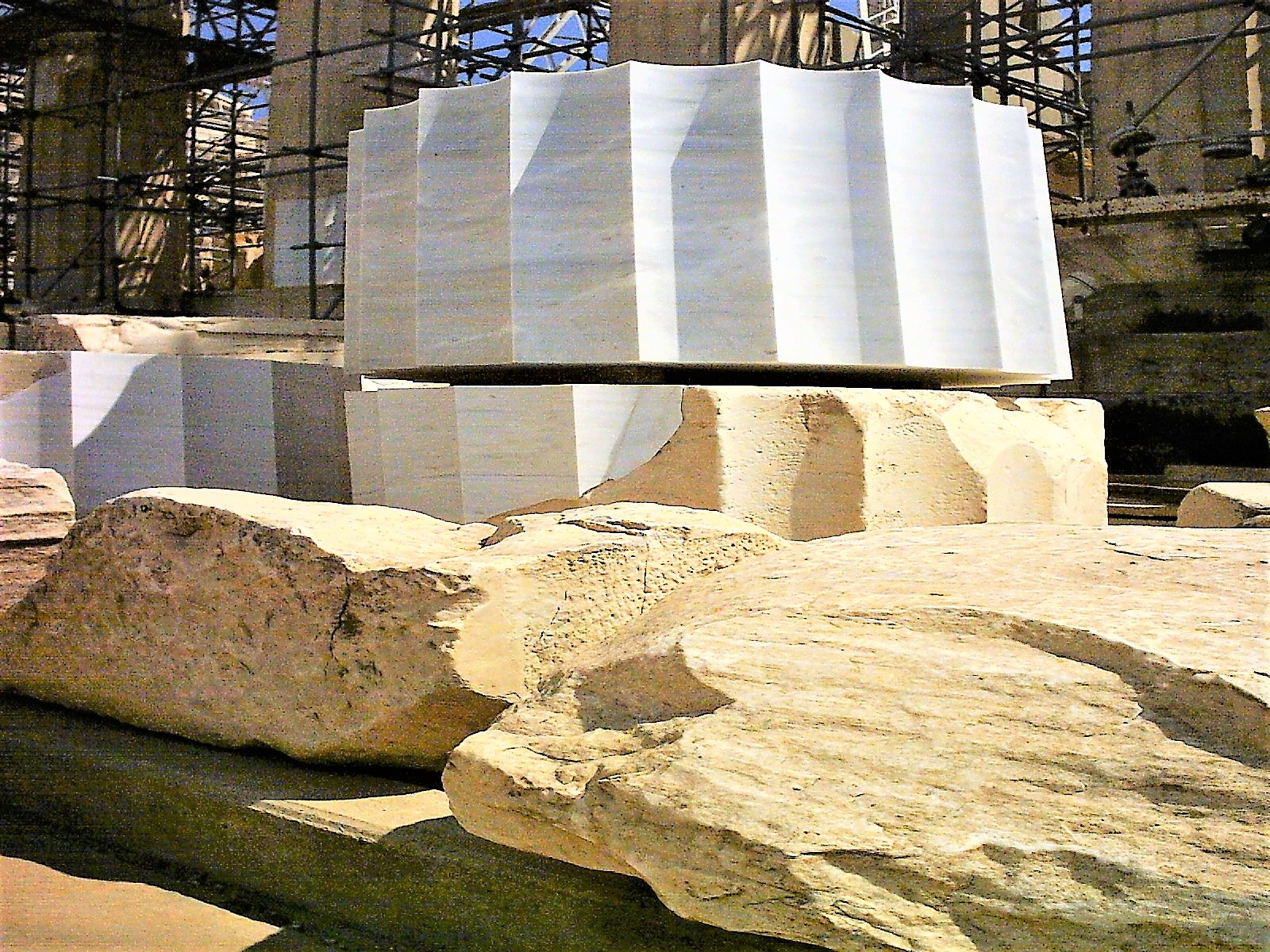
Rocchi dei fusti del Partenone (elementi originali e completamenti in marmo del restauro moderno), con scanalature doriche.

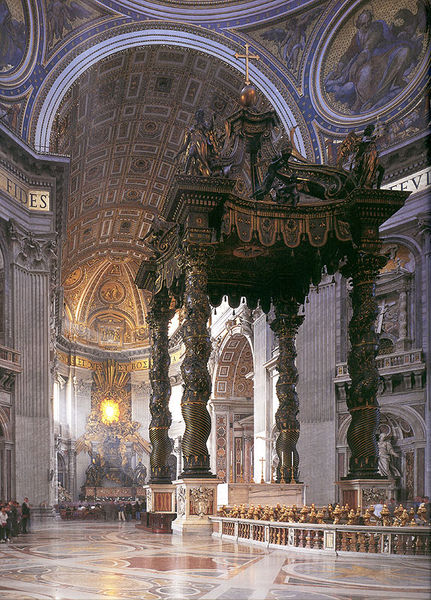
I fusti tortili decorati del Baldacchino di San Pietro.

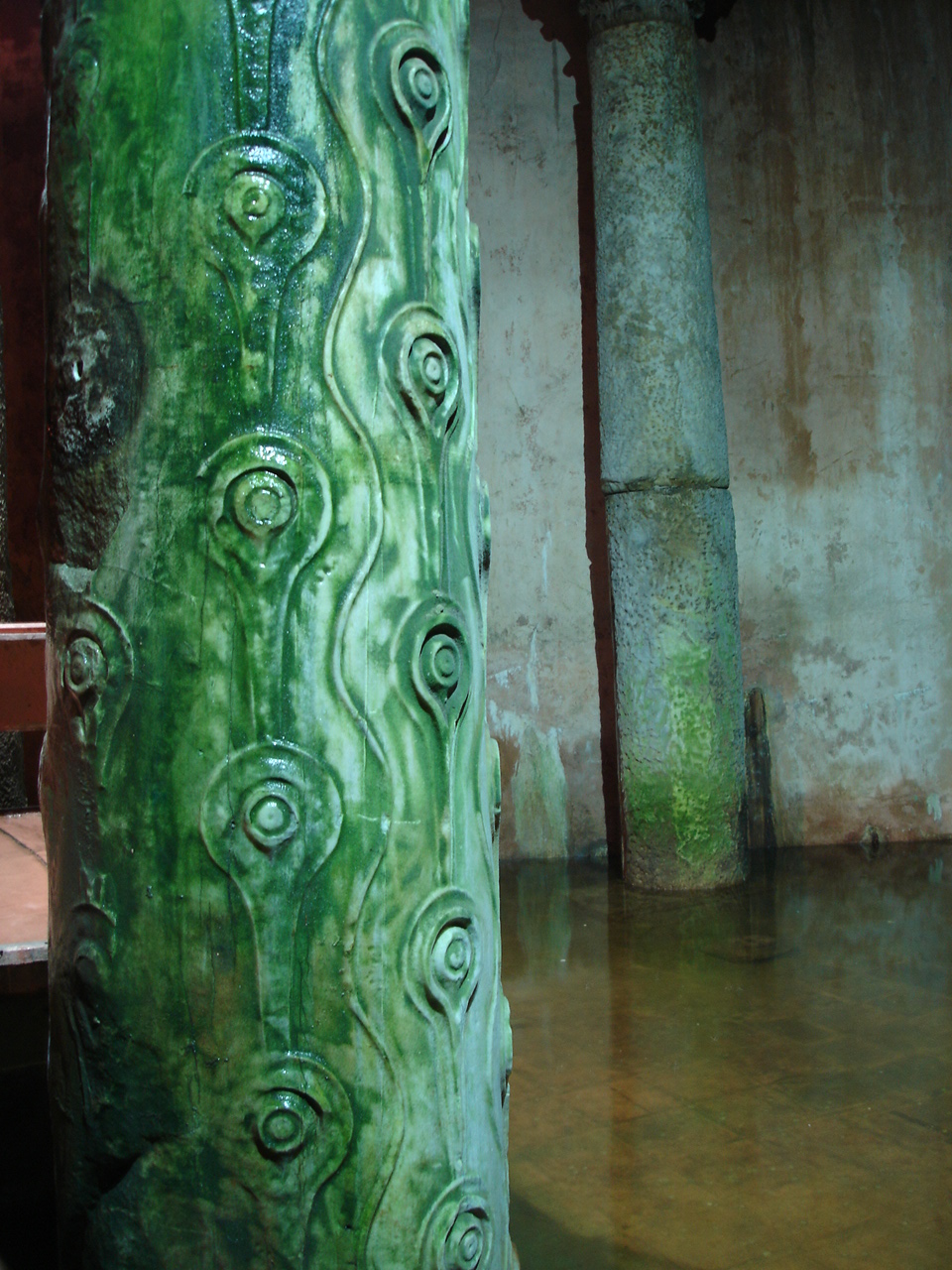
Fusto di colonna decorato reimpiegato nella cisterna di Yereban Sarayi a Costantinopoli (gli elementi circolari rappresenterebbero in forma stilizzati i nodi del legno).

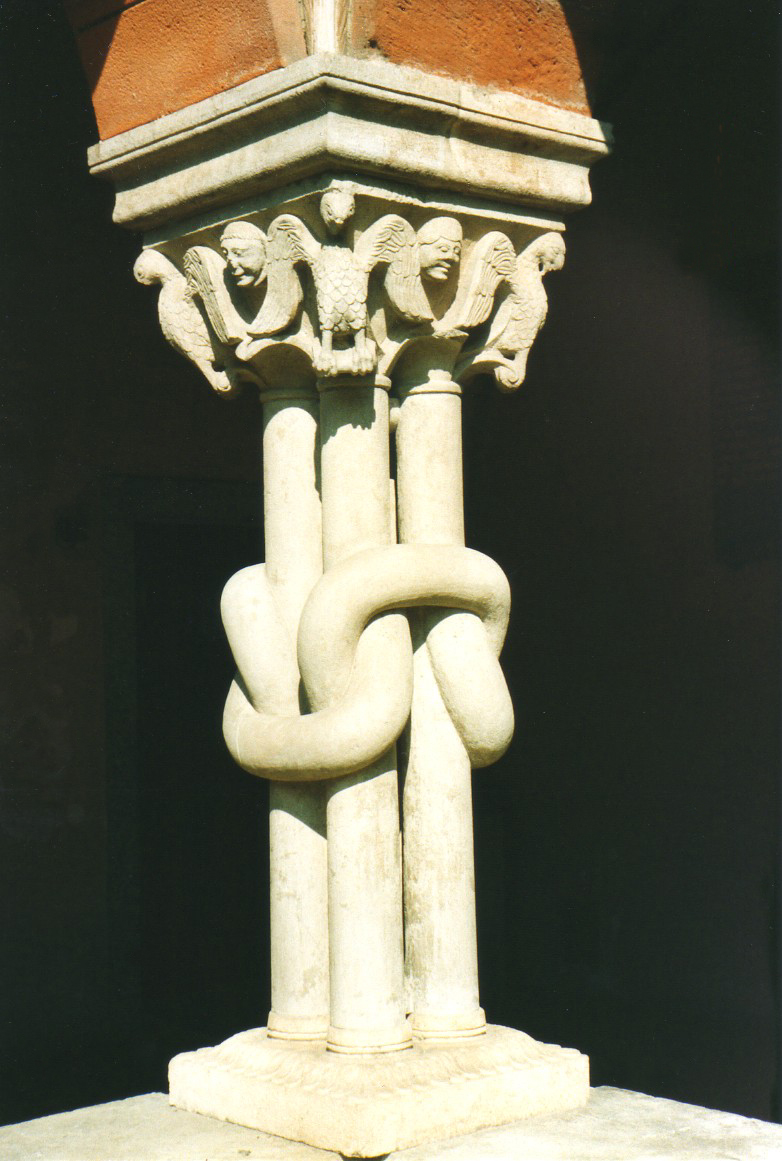
Fusti di colonnine ofitiche, nel chiostro dell'abbazia di Chiaravalle.

I rapporti dimensionali tra il diametro di base dei fusti delle colonne e la loro altezza furono definiti nei diversi ordini elaborati dall'architettura greca. Per dare maggiore slancio al fusto il suo diametro diminuiva leggermente verso l'alto ("rastremazione") e per dare un effetto di maggiore elasticità veniva realizzato un leggero rigonfiamento a circa un terzo dell'altezza (entasi).
I fusti possono essere intagliati in un solo blocco di pietra ("fusti monolitici"), oppure suddivisi in più blocchi sovrapposti, che prendono il nome di "rocchi".
I fusti possono presentarsi ornati da scanalature verticali (in genere 20 o 24 disposte a passo costante lungo circonferenza). Le scanalature si possono incontrare a spigolo vivo (fusti dell'ordine dorico) o con la mediazione di un listello (fusti degli ordini ionico e corinzio). Un fusto con le scanalature viene detto "fusto scanalato".
Quando le scanalature sono "riempite" nel terzo inferiore dell'altezza della colonna, il fusto viene detto "fusto rudentato". Il riempimento può essere costituito da una superficie piatta o leggermente convessa.
Non sempre i fusti delle colonne presentano le scanalature: in particolare i fusti in marmi colorati possono presentarsi lisci ("fusto liscio"). Questo accade sempre con il granito e con il porfido, utilizzati in epoca imperiale romana, a causa della difficoltà di lavorazione di questi materiali particolarmente duri.
Le scanalature sui fusti possono essere, oltre che verticali e rettilinee, anche, a spirale intorno al fusto stesso ("fusti scanalati a spirale"); esistono persino casi (teatro di Hierapolis in Frigia, nell'attuale Turchia, datato agli inizi del III secolo) in cui si presentano ondulate lungo l'intera l'altezza del fusto.
Infine i fusti possono presentarsi ornati invece che da scanalature da vari tipi di decorazioni (tra le più frequenti elementi vegetali che sono immaginati come arrampicarsi intorno al fusto stesso), ovvero presentare fasce decorate con vari motivi.
Il fusto di colonna inoltre può non essere diritto, ma avvolgersi su sé stesso ("fusto tortile"): esempi si trovano anche nell'architettura romana tardoantica, ma la diffusione dei fusti tortili si ebbe soprattutto nell'architettura barocca. Celebri sono i fusti tortili, decorati con tralci di vite, del baldacchino sopra l'altare maggiore della Basilica di San Pietro in Vaticano, opera di Gian Lorenzo Bernini.
In epoca medioevale sono frequenti, nella decorazione dei chiostri o delle bifore e trifore, anche colonnine con "fusti binati", ossia raddoppiati, e in alcuni casi costituite da due fusti intrecciati. Infine sono presenti casi di colonnine ofitiche costituite da due o più fusti, che scolpiti in un blocco unico, sono rappresentati come fossero delle corde formanti un nodo piano, negando completamente all'apparenza la loro funzione portante.